# Rathaus Steglitz (station)
Rathaus Steglitz är en järnvägsstation som trafikeras av Berlins pendeltåg (S-bahn). Vidare finns anslutning till tunnelbanestationen Rathaus Steglitz, som är slutstation på linje U9 i Berlins tunnelbana. Det finns även en stor bussterminal.
I tunnelbanestationen finns även en perrong byggd med tanke på en framtida linje, U10, vilken sedan 1993 dock inte längre planeras att byggas. Ovanför tunnelbanestationen ligger Rathaus Steglitz. 

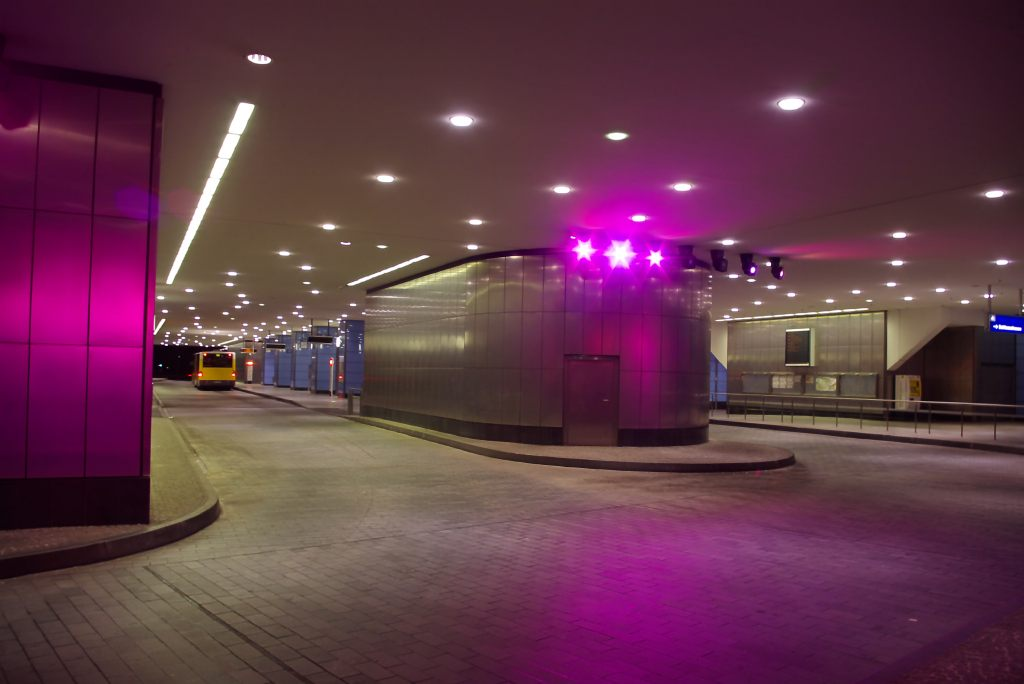
Bussterminal Rathaus Steglitz
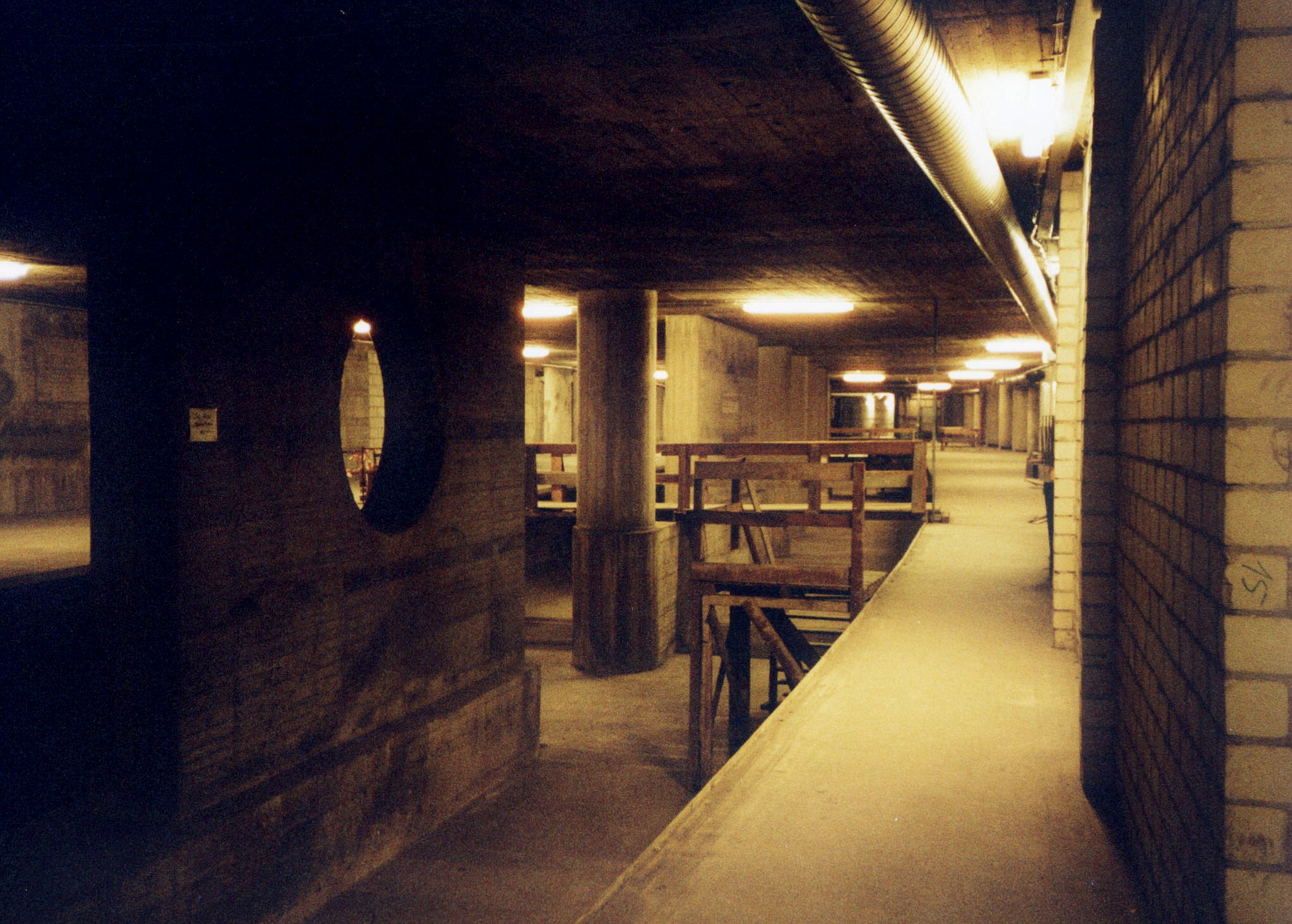
En perrong byggd för en framtida tunnelbanelinje